# Jamal Tazi
Pour les articles homonymes, voir Tazi.
 (juin 2025).
Motif : Que des sources primaires et/ou locales
- Archive Wikiwix
- Bing
- Cairn
- DuckDuckGo
- E. Universalis
- Gallica
- Google
- G. Books
- G. News
- G. Scholar
- Persée
- Qwant
- (zh) Baidu
- (ru) Yandex
- (wd) trouver des œuvres sur Wikidata

| 1. | Préciser le motif de la pose du bandeau. | Précisez le motif de la pose du bandeau en utilisant la syntaxe suivante : {{admissibilité à vérifier\|date=juillet 2025\|motif=remplacez ce texte par le motif}}               |
| 2. | Informer les utilisateurs concernés.     | Pensez à avertir le créateur de l'article, par exemple, en insérant le code ci-dessous sur sa page de discussion : {{subst:avertissement admissibilité à vérifier\|Jamal Tazi}} |

 (juin 2025).
La mise en forme du texte ne suit pas les recommandations de Wikipédia : il faut le « wikifier ».
Les points d'amélioration suivants sont les cas les plus fréquents. Le détail des points à revoir est peut-être précisé sur la page de discussion.
- Les titres sont pré-formatés par le logiciel. Ils ne sont ni en capitales, ni en gras.
- Le texte ne doit pas être écrit en capitales (les noms de famille non plus), ni en gras, ni en italique, ni en « petit »…
- Le gras n'est utilisé que pour surligner le titre de l'article dans l'introduction, une seule fois.
- L'italique est rarement utilisé : mots en langue étrangère, titres d'œuvres, noms de bateaux, etc.
- Les citations ne sont pas en italique mais en corps de texte normal. Elles sont entourées par des guillemets français : « et ».
- Les listes à puces sont à éviter, des paragraphes rédigés étant largement préférés. Les tableaux sont à réserver à la présentation de données structurées (résultats, etc.).
- Les appels de note de bas de page (petits chiffres en exposant, introduits par l'outil «  Source ») sont à placer entre la fin de phrase et le point final[comme ça].
- Les liens internes (vers d'autres articles de Wikipédia) sont à choisir avec parcimonie. Créez des liens vers des articles approfondissant le sujet. Les termes génériques sans rapport avec le sujet sont à éviter, ainsi que les répétitions de liens vers un même terme.
- Les liens externes sont à placer uniquement dans une section « Liens externes », à la fin de l'article. Ces liens sont à choisir avec parcimonie suivant les règles définies. Si un lien sert de source à l'article, son insertion dans le texte est à faire par les notes de bas de page.
- La présentation des références doit suivre les conventions bibliographiques. Il est recommandé d'utiliser les modèles {{Ouvrage}}, {{Chapitre}}, {{Article}}, {{Lien web}} et/ou {{Bibliographie}}. Le mode d'édition visuel peut mettre en forme automatiquement les références.
- Insérer une infobox (cadre d'informations à droite) n'est pas obligatoire pour parachever la mise en page.

Pour une aide détaillée, merci de consulter Aide:Wikification.
Si vous pensez que ces points ont été résolus, vous pouvez retirer ce bandeau et améliorer la mise en forme d'un autre article.
Jamal Tazi (né en 1959 à Rabat au Maroc) est un biologiste moléculaire et entrepreneur en biotechnologie franco-marocain. Il est professeur à l'Université de Montpellier, spécialisé dans le métabolisme de l'ARN, l'épissage alternatif et les stratégies thérapeutiques à base d'ARN.

## Éducation et début de carrière
Tazi a obtenu un doctorat en biologie moléculaire et cellulaire en France en 1988 à l'Université de Montpellier. Il a mené des recherches postdoctorales de 1988 à 1990 à l'Institut de pathologie moléculaire (IMP) de Vienne, en Autriche, où il a étudié la structure de la chromatine et la régulation des îlots CpG.

## Carrière universitaire et de recherche
En 1990, Tazi rejoint le Centre national de la recherche scientifique (CNRS) en tant que chercheur junior et est promu chercheur senior en 1993. En 1996, il a créé un groupe de recherche à l'Institut de génétique moléculaire de Montpellier (IGMM), axé sur la régulation du métabolisme de l'ARN, en particulier l'épissage alternatif au cours de la prolifération, de la différenciation et du développement cellulaires.
En 2005, il est nommé professeur titulaire à l'Université de Montpellier. Tazi a participé à des réseaux de recherche européens liés à la biologie de l'ARN, tels que EURASNET (European Network on Alternative Splicing) et RNPnet (RNA Biology Training Network).

## Contributions de l'entrepreneuriat et de l'industrie
Dans une interview accordée en 2007 à Futura Sciences, Tazi a discuté du développement de l'IDC-16, une molécule visant à inhiber la réplication du VIH en interférant avec l'utilisation des processus cellulaires par le virus.
En 2014, Tazi a cofondé Abivax, une société biopharmaceutique développant des thérapies pour les maladies inflammatoires et infectieuses, et est devenu vice-président de la recherche de 2019 à 2024.
Les recherches menées chez Abivax ont conduit au développement d’ABX464, une molécule étudiée pour son potentiel dans le traitement du VIH. Selon 20 Minutes, ABX464 a été décrit comme « une molécule qui pourrait révolutionner le traitement du VIH ».
Tazi a contribué à la recherche identifiant le mécanisme d'action d'ABX464, y compris l'induction du microARN anti-inflammatoire miR-124,. La molécule, rebaptisée plus tard obefazimod, est passée aux essais cliniques de phase III pour le traitement de la colite ulcéreuse et est en cours d'évaluation pour d'autres maladies inflammatoires chroniques.

## Reconnaissance publique et apparitions dans les médias
Tazi est apparu dans l'émission Daif wa Massira sur France 24, où il a parlé de ses recherches et de sa carrière. Ses travaux scientifiques ont été présentés dans des médias tels que France TV Info, Le Matin, H24 Info et Midi Libre. Il est également répertorié dans le Who's Who en France et le Who's Who Worldwide

## Contributions scientifiques
Tazi est l'auteur de plus de 151 publications scientifiques évaluées par des pairs et a contribué à plusieurs chapitres de livres. En 2025, son travail a atteint un indice H de 45. Il détient ou co-détient 26 brevets liés à la biologie de l'ARN et à ses applications thérapeutiques.

## Prix et distinctions
- 1999 : Prix de l'Académie des sciences pour la recherche en biologie moléculaire[21].
- 2006 : Prix de l'Académie française de médecine[22].
- 2009 : Prix ARRI pour l'influence française[23].
- 2017 : Médaille CNRS de l'Innovation[24].

## Enseignement et formation
Tazi a supervisé 27 thèses de doctorat et organisé plusieurs cours de formation avancée et conférences en biologie moléculaire et en thérapeutique à base d'ARN.